# Municipio de Dover (condado de Lake)
El municipio de Dover (en inglés: Dover Township) es un municipio ubicado en el condado de Lake en el estado estadounidense de Míchigan. En el año 2010 tenía una población de 395 habitantes y una densidad poblacional de 4,13 personas por km².

## Geografía
El municipio de Dover se encuentra ubicado en las coordenadas 44°7′10″N 85°37′31″O / 44.11944, -85.62528. Según la Oficina del Censo de los Estados Unidos, el municipio tiene una superficie total de 95.66 km², de la cual 95,47 km² corresponden a tierra firme y (0,2 %) 0,19 km² es agua.

## Demografía
Según el censo de 2010, había 395 personas residiendo en el municipio de Dover. La densidad de población era de 4,13 hab./km². De los 395 habitantes, el municipio de Dover estaba compuesto por el 95,44 % blancos, el 0,76 % eran amerindios, el 0,25 % eran asiáticos, el 0,51 % eran de otras razas y el 3,04 % eran de una mezcla de razas. Del total de la población el 2,53 % eran hispanos o latinos de cualquier raza.